# Hyaloseris
Hyaloseris là một chi thực vật có hoa trong họ Cúc (Asteraceae).

## Loài
Chi Hyaloseris gồm các loài: